# Alessandra Picagevicz
Alessandra Picagevicz (Corbélia, 20 de fevereiro de 1984) é uma atleta brasileira.
Participou dos Jogos Olímpicos de Verão de 2004, em Atenas, na prova de marcha atlética de 20 km, e onde obteve o 48º lugar. Para garantir a vaga em Atenas, Alessandra precisaria quebrar o recorde brasileiro, já que o índice B exigido pela CBAt (1h38min) era próximo inclusive da marca sul-americana, nas mãos da boliviana Giovanna Irusta desde 1999. Alessandra conseguiu e baixou sua melhor marca em quase cinco minutos, garantindo assim a vaga nos jogos.
Competindo na modalidade de marcha atlética de 20 km, participou do Campeonato Mundial de Atletismo de 2009.